# Nuitka
Nuitka ist ein Compiler, der Python-Programme in die Programmiersprache C übersetzt. Nuitka selbst ist in Python geschrieben. Vorrangiges Ziel ist es, Python-Programme auf Rechnern, auf denen Python nicht installiert ist, nutzbar zu machen. Zurzeit (2022) unterstützt Nuitka mehrere Python-Versionen (2.6 und 2.7, 3.3 bis 3.10) vollständig und ist etwa dreimal so schnell wie die Referenzimplementierung CPython.
Zukünftige Versionen von Nuitka versuchen, mittels Typinferenz die Programme merklich zu beschleunigen. Im Vergleich mit Nuitka erreicht PyPy eine noch bessere Beschleunigung von Python, wobei allerdings nur ein reduzierter Umfang von CPython unterstützt wird.